# Vassilii Sérioguine
Vassili Gueorguievitch Sérioguine (en russe : Василий Георгиевич Серёгин), né le 12 mars 1915 (25 mars dans le calendrier grégorien) à Lomintsévo (Empire russe) et décédé le 10 août 1996 à Homiel, colonel de l’Armée soviétique, participant de la Grande Guerre patriotique et à la guerre de Corée, était un aviateur du 18e régiment d'aviation de chasse de la Garde de Vitebsk (unité Normandie-Niémen), Héros de l'Union soviétique (1948).

## Biographie

### Début de la carrière de pilote
V. Sérioguine a obtenu son brevet de pilote civil à l'aéroclub d'Oulianovsk et après cela l’École des aviateurs-moniteurs de l’Aviation civile.
En 1939, V. Sérioguine a été recruté dans l'Armée rouge des ouvriers et paysans. En 1940, il a terminé l'École des pilotes de guerre à Perm.

### Grande Guerre patriotique
L’Allemagne nazie ayant attaqué l’URSS, Vassilii a déposé un rapport avec la demande de l'envoyer au front. Quelques jours après, en combattant dans le 168e régiment de l'aviation de chasse, il a pris part à la défense du ciel au-dessus d’Odessa.
Ayant commencé à combattre comme un pilote ordinaire, V. G. Sérioguine est devenu commandant d’une escadrille 18e Régiment d'Aviation de Chasse de la Garde de Vitebsk.
En avril 1945, le major Sérioguine était déjà navigateur aérien de la 303e division d’aviation de chasse (1re Armée aérienne du Troisième front biélorusse). Vers cette période, il avait effectué 332 vols, avait participé aux 35 combats aériens et avait abattu 16 avions ennemis. 

### Après la guerre
Le 23 février 1948, le jour du 30e anniversaire de l’Armée rouge Vassilii Sérioguine a été honoré par le décret du Præsidium du Soviet suprême de l'URSS du titre de Héros de l'Union Soviétique. 
Après la guerre, Serioguine a continué le service dans l'Armée soviétique, a pris part à la guerre de Corée. En 1958, ayant le grade de colonel, il a été transféré à la réserve. Il a vécu et travaillé à Homiel. Il a également agi dans la vie sociale. Vassilii Sérioguine est mort le 10 août 1996 et a été enterré à Homiel.

### Décoration et hommage
- Ayant été le pilote de l’unité internation soviéto-française, V. Sérioguine est devenu citoyen d’honneur de Paris[1] et a été honoré de l’ordre de la Légion d’Honneur, que le président de la République française Charles de Gaulle lui a remis en 1961[2].
- Le colonel V. Sérioguine est devenu récipiendaire de 13 ordres de l’URSS, dont six – ordres du Drapeau Rouge.
- Le personnage de Sérioguine est présenté dans le film Normandie-Niémen sous le nom du capitaine Tarassienko, surnommé « Kapitan Tatiana ». Le rôle est interprété par Nikolaï Rybnikov.